# Through Times of War
Through Times of War è il primo album in studio del gruppo musicale black metal norvegese Keep of Kalessin, pubblicato nel 1997.

## Tracce
1. Through Times of War – 4:31
2. Den Siste Krig – 4:43
3. As a Shadow Cast – 6:09
4. I Choose to Suffer – 6:50
5. Skygger av Sorg – 5:22
6. Obliterator – 5:42
7. Nectarous Red - Itch – 14:19

## Formazione
- Arnt Ove Grønbech - chitarra, sintetizzatori
- Ghâsh - voce
- Warach (Øyvind A.Winther) - basso
- Vegard "Vyl" Larsen - batteria